# Commissum Nobis (Pío X)
Commisum Nobis, en español, "Encomendado a Nosotros", es la constitución apostólica con la que Pío X; el 20 de enero de 1904, prohibió absolutamente el pretendido derecho de exclusión que algunos reyes católicos habían usado anteriormente para evitar la elección como Papa de determinados eclesiásticos.

## Antecedentes
A partir del siglo XVI se fue consolidando un pretendido derecho de los monarcas de los reinos de España y Francia y del  Sacro Imperio Romano Germánico, que les permitía, ante la celebración de un cónclave para la elección del nuevo papa, indicar que personajes eclesiásticos no se consideraban gratos, y por tanto vetar su elección. Así sucedió en los cónclaves que eligieron a León XI y Pablo V (1605) el rey de España reivindicó el ius exclusivae (derecho a excluir) de la elección a un posible candidato, mediante una declaración general dirigida al Colegio Cardenalicio. Así sucedió en las elecciones de Inocencio X y Alejandro VII, en las que se vetó al cardenal Sacchetti, aplicando lo que se denominó Ius Exclusivae.
En la práctica aceptado el derecho de veto que, en diversas ocasiones, fue ejercido por parte de estos tresmonarcas. Tras la disolución del Imperio Alemán, hizo uso de ese pretendido derecho el emperador de Austro-Hungría. El último uso de ese veto tuvo lugar en el cónclave de 1903, en que Austria vetó al cardenal Rapolla, Secretario de Estado de León XIII, que era el preferido entre los cardenales y obtuvo el mayor número de votos en los primeros escrutinieos. Entre los cardenales hubo cierta protesta ante este veto, pero de hecho en los sucesivos escrutinios fue recibiendo menos votos, hasta que en el , pero tras varios escrutineos, hasta que la séptima votación resultó elegido del cardenal Sarto, que tomó el nombre de Pío X.
Varios papas habían rechazado expresamente ese pretendido derecho, aunque sin conseguir desterrar su práctica. Unos antecedentes que recuerda el propio Pío X en esta constitución apostólica, en la da respuesta al veto introducido en el cónclave que le eligió como sumo pontífice.

## Contenido
Inicia el papa esta Constitución, recordando la respònsabilidad que, por disposición divina, le corresponde

Commisum Nobis, Deo sic disponente, universae Ecclesiae regendae munus serio admonet ut pro viribus caveamus ne ex alienae potestatis incursu ea libertas quidquam detrimenti capiat, qua Christus in commune bonum ipsam donavit, quamque tot evangelii praecones, tot sanctissimi antistites, tot illustres Decessores Nostri verbo. scriptis, effusio etiam sanguine propugnarunt.
Encomendado a nosotros, por disposición divina, el gobierno de la Iglesia universal, nos insta seriamente a que, en la medida de nuestras capacidades, cuidemos de que la libertad que Cristo ha concedido a la Iglesia para el bien común no sufra ningún daño por la intromisión de poderes externos, libertad que tantos predicadores del Evangelio, tantos santos obispos y tantos de nuestros ilustres predecesores defendieron con su palabra, sus escritos y, en algunos casos, incluso con su sangre.

La libertad en la elección del papa resulta especialmente importante, y esta libertad se opone el veto civil con el que se intenta impedir el acceso al papado de alguien en particular Esto ha podido suceder en alguna ocasión, pero esto nunca lo ha aprobado la iglesia, y así lo han expresadao las constituciones: In eligendis (9 de octubre de 1562) de Pío IV; Aeterni Patris  de Gregorio XV; Apostolatus Officium (11 de octubre de1732), de Clemente XII; y, sobre todo, en la de Pío IX, In Hac Sublimi (23 de agosto de 1871).
Como la experiencia muestra que esas disposiciones no han obtenido el resultado deseado, teniendo en cuenta que esa pretendida intervención civil en la elección del papa no tiene fundamento racional y justo, después de madura reflexión el papa reprueba todo veto civil, incluso aunque se presen como mero deseo, por tanto

en virtud de la santa obediencia, bajo la amenaza del juicio divino y la pena de excomunión especial reservada al futuro Pontífice, prohibimos a todos y a cada uno de los cardenales de la Santa Iglesia Romana, tanto presentes como futuros, así como al Secretario del Colegio de Cardenales y a todos los que participan en el Cónclave, que, bajo cualquier pretexto, acepten el Veto o la Exclusión de cualquier autoridad civil, incluso en forma de simple deseo, y que revelen este Veto, conocido por cualquier razón, ya sea al Colegio de Cardenales reunido en conjunto, a cada cardenal por separado, por escrito, de viva voz, directa o indirectamente, a través de otros. Esta prohibición se extiende a todos los mencionados, a todos los demás tipos de intervenciones, intercesiones y medios que cualquier autoridad laica de cualquier grado y orden desee utilizar para intervenir en la elección del Papa.

Por último, del modo que lo hicieron sus antecesores exhorta a los cardenales que al elegir al papa no preseten atención a las intervenciones de los prírncipes civiles, sino que consideren solo la gloria de Dios y el bien de la Iglesia. Además, manda que esta constitución . 

estas letras nuestras se lean junto con otras constituciones de este tipo ante todos en la primera congregación después de la muerte del Pontífice, de nuevo después de entrar en el Cónclave y, cuando alguien sea elevado al honor de la púrpura, después de haber prestado el juramento de observar religiosamente lo que se ha decretado en esta Constitución.

Queriendo enfatizar la importancia que tiene seguir fielmente estas disposiciones y la gravedad de su incumplimiento, termina esta constitución haiendo notar que si alguien violase estas disposiciones, incurriría en la ira de Dios todo poderoso y de sus Santos Apóstoles Pedro y Pablo.